# 1952 w nauce

## Zmarli
- 4 marca – Charles Sherrington, angielski fizjolog, laureat Nagrody Nobla
- 6 maja – Maria Montessori, włoska lekarz i pedagog
- 9 listopada – Chaim Weizman, biochemik, prezydent Izraela

## Nauki przyrodnicze i ścisłe

### Biologia
- Alan Lloyd Hodgkin i Andrew Fielding Huxley opublikowali Model Hodgkina-Huxleya, opisujący mechanizmy jonowe leżące u podstaw procesów inicjacji i generacji potencjałów czynnościowych w neuronach.
- przeprowadzenie eksperymentu Hersheya-Chase

### Matematyka
- sformułowanie twierdzenia Diraca

## Technika
- 2 maja – rozpoczęto budowę Pałacu Kultury i Nauki w Warszawie
- 1 listopada na atolu Enewetak dokonano pierwszej udanej próby zdetonowania bomby wodorowej Ivy Mike

## Nagrody Nobla
- Fizyka – Felix Bloch, Edward Mills Purcell
- Chemia – Archer John Martin, Richard Laurence Millington Synge
- Medycyna – Selman Waksman